# Aulus Cornelius Cossus
Aulus Cornelius Cossus was een Romeins politicus en generaal uit de vijfde eeuw v.Chr.
Cornelius Cossus was een lid van de oude gens Cornelia. In 428 v.Chr. werd hij gekozen tot consul, tijdens de tweede oorlog tegen de Etruskische stad Veii. Volgens de overlevering doodde hij Lars Tolumnius, de koning van Veii, in een tweegevecht. De spolia opima, eretrofeeën zoals het schild en het zwaard van zijn verslagen tegenstander, wijdde hij naar het voorbeeld van Romulus in de Tempel van Jupiter Feretrius op de Capitolijn.
In 426 v.Chr. werd hij gekozen tot consulair tribuun.